# Aj (fiume)

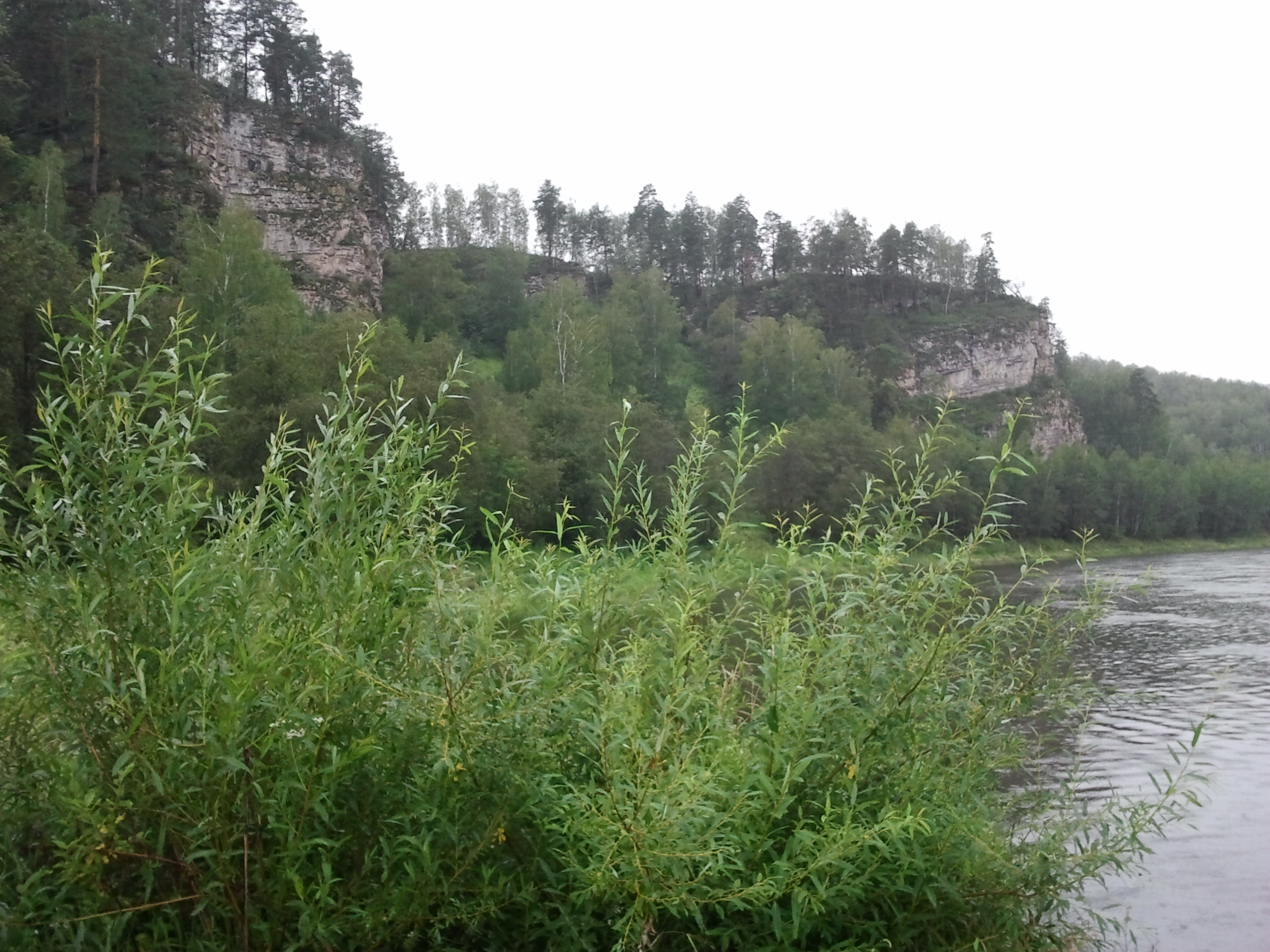
Pareti rocciose lungo il fiume Aj

L'Aj (in baschiro Әй) è un fiume della Russia europea orientale (oblast' di Čeljabinsk e Repubblica Autonoma della Baschiria), affluente di sinistra della Ufa (bacino idrografico della Kama).
Il fiume proviene dalla palude Kljukvennoe, situata all'incrocio tra le catene montuose Uren'ga e Avaljak sul versante occidentale degli Urali meridionali. Scorre dapprima in direzione nord-orientale, inizia poi un corso tortuoso che lo porta a molti cambi di direzione in un paesaggio rilevato. A circa 330 km dall'inizio del percorso, vicino al villaggio di Alegazovo, il fiume si avvicina all'altopiano della Ufa. Giunto nel basso corso volge il suo corso verso nord-ovest, sfociando nella Ufa a 382 km dalla foce, presso il confine fra la Repubblica Autonoma dei Baschiri e la oblast' di Sverdlovsk. La lunghezza del fiume è di 549 km; l'area del suo bacino è di 15 000 km². Il fiume bagna, nell'alto corso, l'importante città di Zlatoust e Kusa.
L'Aj, similmente agli altri fiumi della zona, gela nel periodo invernale fra fine ottobre/primi di novembre e metà aprile.